# گوستاو یوهاز
گوستاو یوهاز (انگلیسی: Gusztáv Juhász؛ ۱۹ دسامبر ۱۹۱۱ – ۲۰ ژانویه ۲۰۰۳ (۹۱ سال)) بازیکن فوتبال اهل رومانی بود.
از باشگاه‌هایی که در آن بازی کرده‌است می‌توان به باشگاه فوتبال پترولول پلویشت اشاره کرد.
وی همچنین در تیم ملی فوتبال رومانی بازی کرده‌است.